# 杜光
杜光（1928年5月4日—2023年3月12日），原中共中央党校理论研究室副主任、中共改革派元老。

## 生平
1928年5月4日，出生于浙江温岭。1946年，18岁的杜光入读北京大学，1948年8月因受国民党政府特刑庭传讯、通缉，离校前往中国共产党控制的华北解放区。1958年初在中共中央党校工作时被错划为右派。
1979年平反，回到中共中央党校，历任理论研究室副主任、科研办公室主任兼图书馆馆长。1988年参与筹建中国政治体制改革研究会，任干事长兼《中国政治体制改革》双月刊主编，推动中华人民共和国政治体制改革，被喻为中共改革派元老。1990年离休。之后笔耕不辍，发表政见，提倡普世价值。
2023年因肺癌在北京去世，終年94歲。

## 著作
- 《回归民主》，香港：新世纪出版社，2012年[8]